# Уэстер-Росс

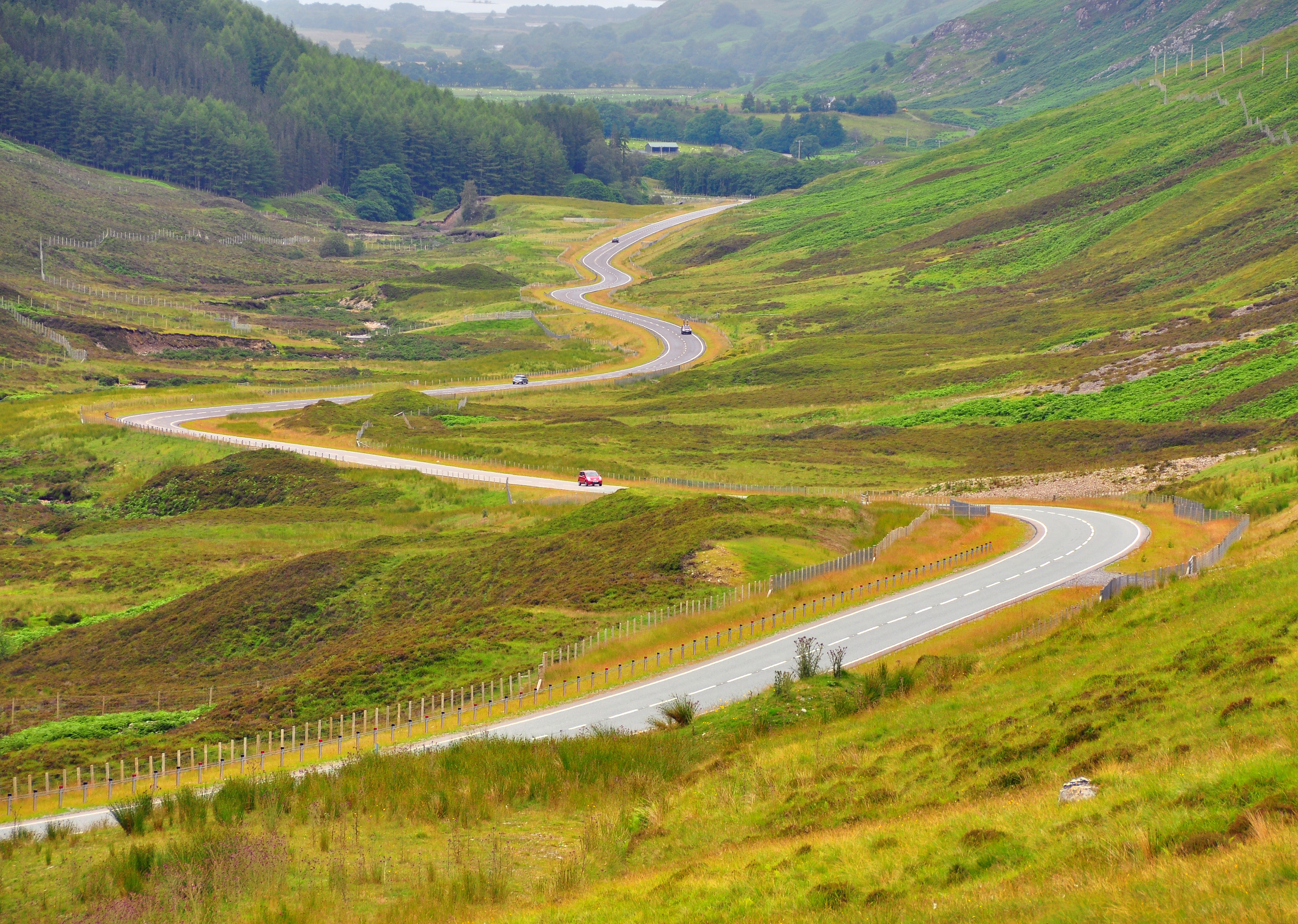
Долина Docherty в Уэстер-Россе, Шотландия.

Уэстер-Росс (англ. Wester Ross) — является частью традиционного графства Росс-Шир (англ. Ross-shire), которая находится к западу от водораздела. Росс-Шир позже стал частью района Росс и Кромарти (англ. Ross and Cromarty), который, в свою очередь, является частью Хайленда. С течением времени границы Уэстер-Росса менялись, поэтому несмотря на то, что название Уэстер-Росс широко используется, точная географическая область для его применения остаётся неясной.
Население Уэстер-Росса чуть больше 6000 человек, проживающих в небольшом городе Аллапул, восьми деревнях и множество мелких поселений и ферм. Тот факт, что Уэстер-Росс в основном мало обитаем, для некоторых людей делает его привлекательным местом для отдыха.
Хотя Уэстер-Росс и является популярным местом туризма, с 1970 года его уровень значительно снизился. Туризм по-прежнему является важной частью экономической деятельности Уэстер-Росса, в связи с аналогичным снижением уровня второй важной экономической деятельности — рыболовства. В Уэстер-Россе имеется ряд живописных мест, включая побережье северного моря, озеро Лох Мари, сад Инвери, ущелье Коришалок, долину Догерти и перевал Bealach na Bà и др. Кроме того, в этом районе много различных гор.

## Гэльский язык
Несколько сотен лет назад, на территории Уэстер-Росса использовали гэльский язык. Тем не менее, он сильно пострадал, поскольку горцы, и их традиции, преследовались после битвы при Каллодене в 1746 году. Начался постепенный упадок. В последние сто лет, использование гэльского значительно снизилось, в настоящее время в этом регионе очень мало людей, которые свободно говорят на гэлике.
Церковь и родители сыграли значительную роль в упадке языка. Когда дети, чей родной язык был гэльский шли в школы (которые стали обязательными с 1870-х годов), разговоры на гэлике не поощрялись. Многие родители ошибочно считали, что гэльский язык будет помехой для их детей и не разрешали говорить на нём. Когда стало ясно, что всё больше людей используют английский язык, церковь в значительной степени отказалась от гэльского. Тем не менее, до сих пор сохранились несколько церквей, в которых служба идёт на гэльском. Единственная область, в которой язык остаётся относительно живым — это музыка, многие местные музыкальные коллективы исполняют свои произведения на гэльском.

## Государственный природный заповедник

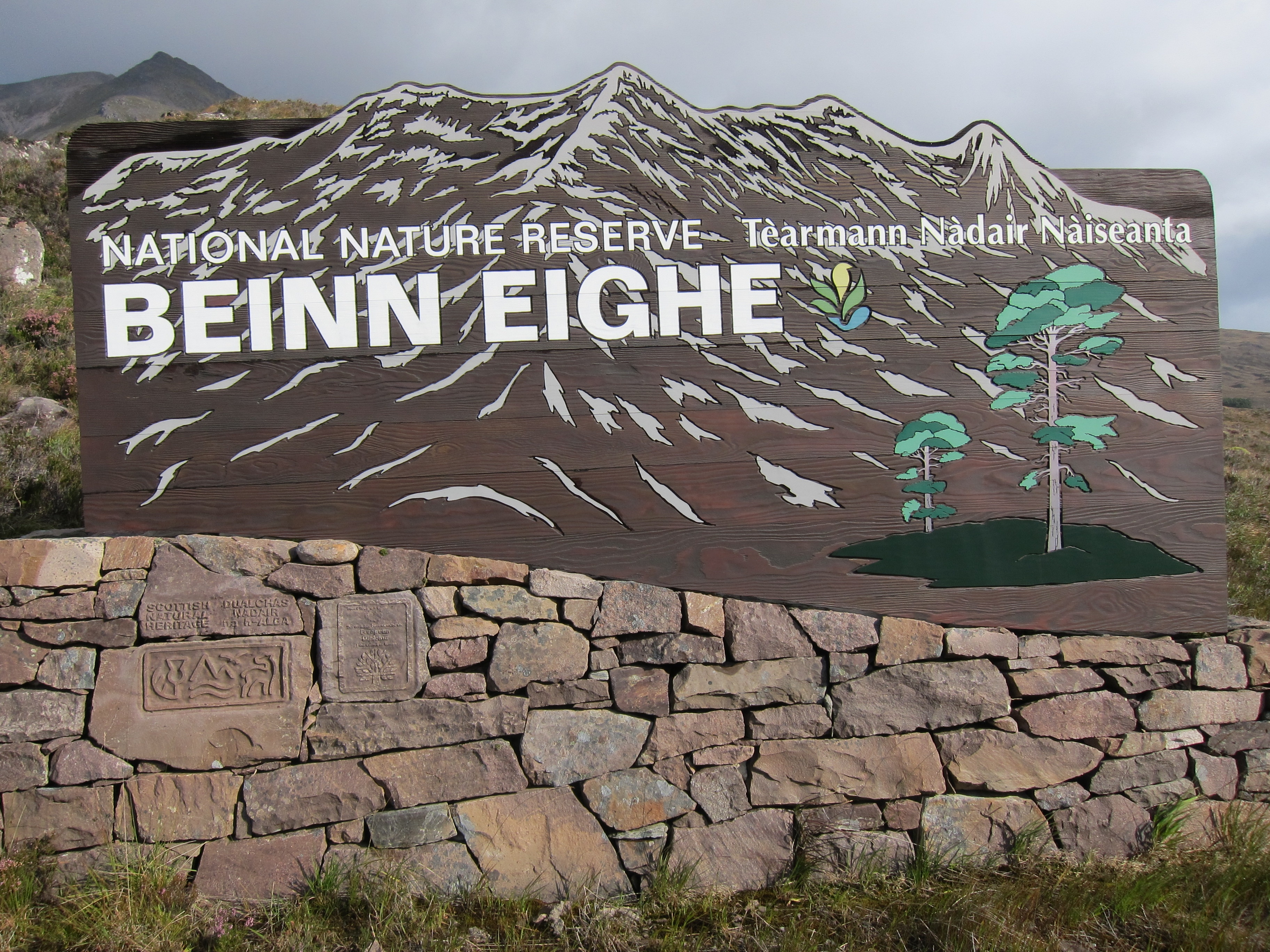
Государственный природный заповедник Бэн Эй, недалеко от информационно — туристического центра

Государственный природный заповедник Бэн Эй (англ.) управляется центром природного наследия Шотландии. Заповедник основан Джоном Бэрри (англ.) в 1951 году, во время, когда он был директором по охране природы в Шотландии. Это старейший заповедник во всей Великобритании. Кроме того, это и один из крупнейших заповедников, общей площадью почти 48 квадратных километров.
Заповедник простирается от озера Лох-Мари к вершине горы, и был создан, чтобы защитить остатки древнего соснового леса шотландцев. Центр природного наследия Шотландии предлагает Информационно-туристический центр примерно в 3,5 км к северо-западу от городка Кинлочу (англ.), маркированные треккинговые маршруты через леса и на нижних склонах горы Бэн Эй (англ. Beinn Eighe), места для пикников и обзорные площадки. Центр природного наследия Шотландии также обеспечивает полевую станцию с полным лабораторным оборудованием для четырнадцати человек, которая используется учёными и студентами для полевых исследований.
Бэн Эй (англ. Beinn Eighe) является биосферным заповедником ЮНЕСКО.

## Живая природа

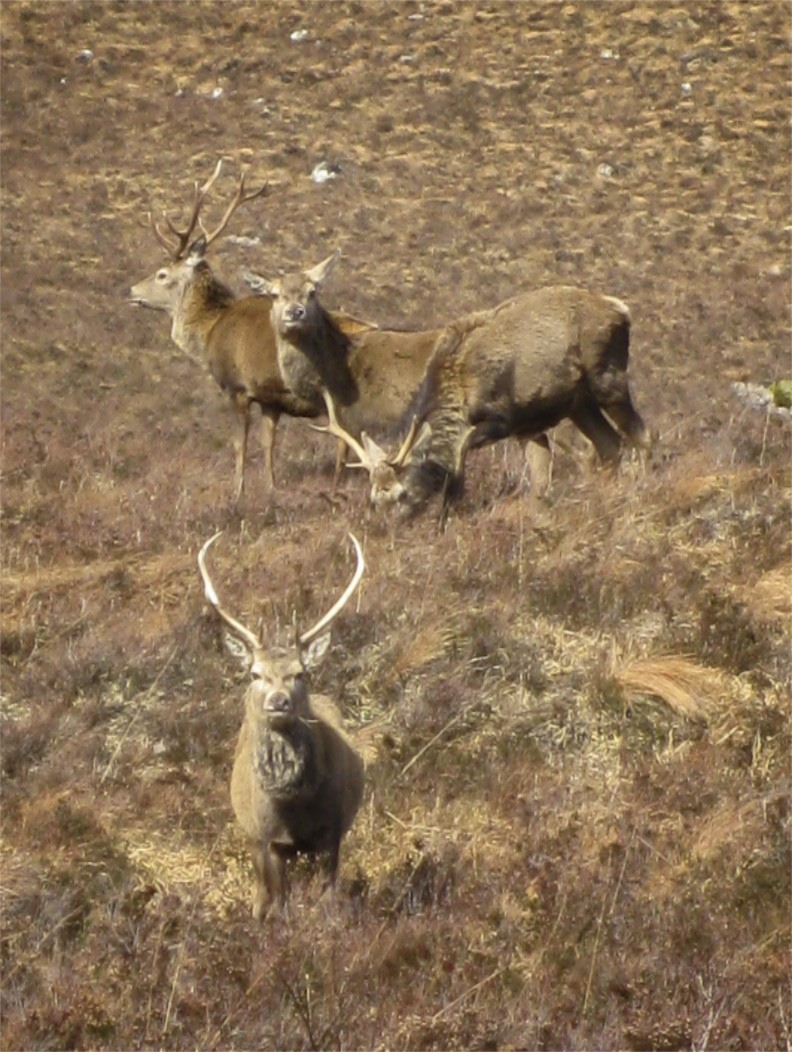
Благородные олени долины Торридон

Из диких животных в Уэстер-Россе наиболее распространены олени, беркуты и куницы. Есть также лисы и барсуки, но они повсеместно не встречаются. В окрестностях Дандоннелла часто встречаются дикие козы. В 2008 году, сюда были завезены 40 красных белок, в настоящее время их число достигло 300.
Море возле Уэстер-Росса является местом обитания для множества морских млекопитающих — обычных и длинномордых тюленей, морских свиней, афалинов, дельфинов, выдр, китов и акул. Самым распространённым видом китов является малый полосатик, но изредка встречаются также горбатые киты и косатки. Другие редкие виды, которые можно встретить в открытом море, это финвалы, сейвалы и кашалоты. В летние месяцы в море можно встретить бутылконосов, гринд и различных дельфинов: беломордых, белобоких, серых.
Из морских птиц наиболее интересными являются: качурки, буревестники, черноклювые краснозобые и чернозобые гагары, тупики, орланы. Из не морских птиц самыми редкими являются беркуты, но есть много других видов: ржанки, куропатки, чечётки, свиристели, щеглы.

## Озёра
В Уэстер-Россе большое количество различных озёр, но самым известным из них является озеро Лох Мари.
Озеро, общей площадью 28 км², находится во впадине глубиной 110 м. Главной особенностью озера являются острова, которых тут более шестидесяти. На крупных островах находятся остатки древнего каледонского леса. Некоторым деревьям более 350 лет. На острове Маэль Рува находятся остатки часовни, кладбище, святой колодец, священное дерево и скит, предположительно принадлежащий святому Маэлю Руве (VIII век), который в 672 основал монастырь в Аплкроссе. В честь Маэля Рува озеро и получило своё название. Лох Мари является ареалом для чернозобых гагар, птиц из сибирских лесов и арктической тундры, которые сохраняют небольшую популяцию на западной окраине Шотландии. Почти 6 % британских чернозобых гагар находятся на озере Лох Мари, это наибольшая концентрация этого вида в Великобритании.

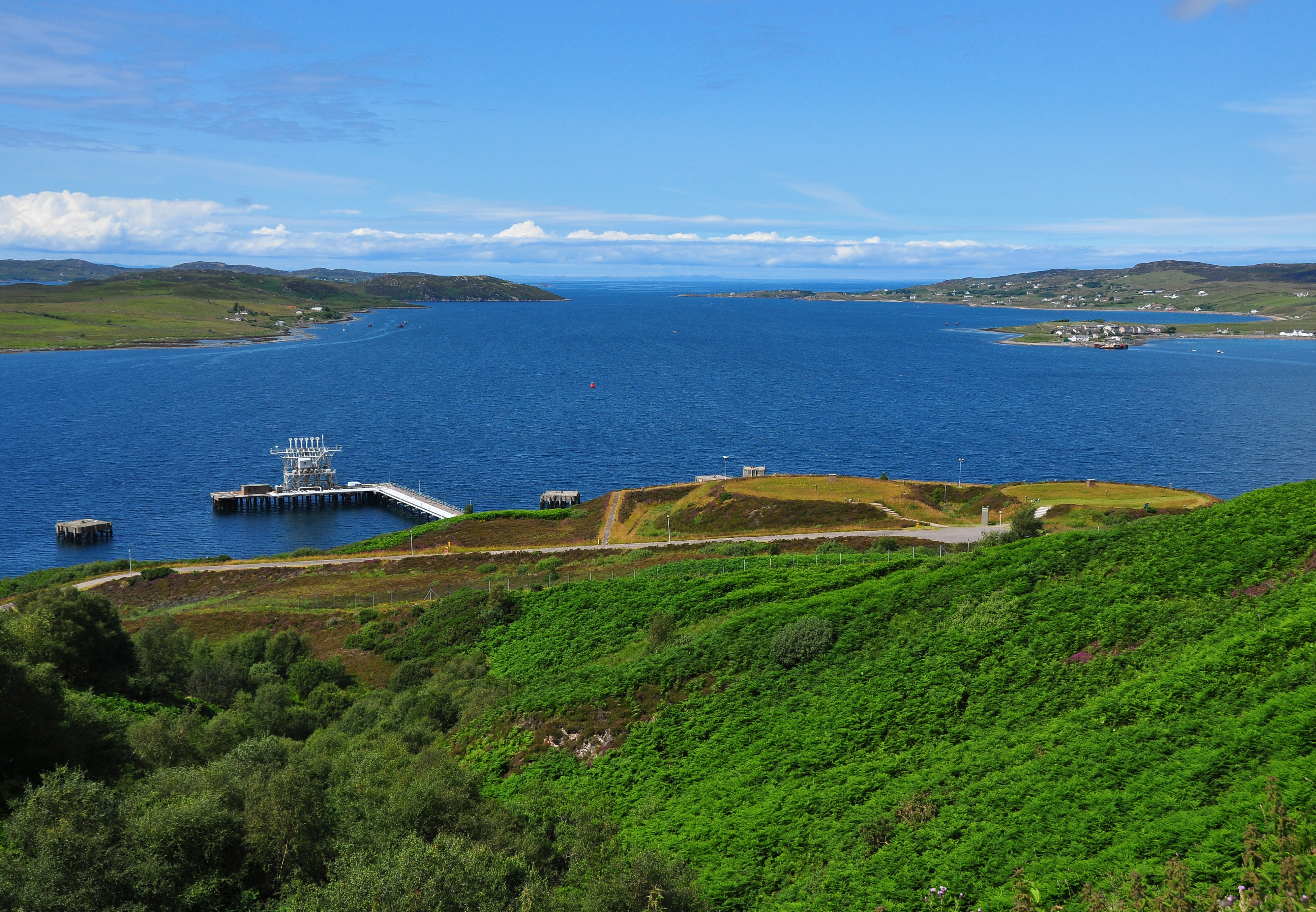
озеро Лох Ю (Loch Ewe)

Другим известным озером Уэстер-Росса является озеро Лох Ю. По сути, Лох Ю является бухтой в Северном море. Во время Второй мировой войны, озеро являлось точкой сбора арктических конвоев, которые осуществляли жизненно важные поставки в СССР (например, см. Конвой JW-51B). Антиподлодочные сети и минные заграждения защищали суда от немецких подводных лодок. Для отражения воздушных атак, озеро было защищено зенитными орудиями. Разрушенные огневые позиции до сих пор можно найти вокруг всего озера, особенно возле деревень Ков (англ. Cove) и Меллон Чарльз (англ. Mellon Charles). База возле деревни Меллон Чарльз (англ. Mellon Charles) в настоящее время всё ещё используется. На ней находится причал для атомных подводных лодок НАТО. Он маркирован как Z-причал (англ. Z-berth), что позволяет атомным подводным лодкам НАТО заходить на обслуживание без предупреждения. Второй Z-причал (англ. Z-berth) находится в середине самого озера, он маркирован буями, но, тем не менее, не отмечен на каких — либо топографических картах.
Ещё одним знаменитым озером Уэстер-Росса является Кишорн. Оно около 4 км в длину и около 1.6 км в ширину, максимальная глубина около 61 м. К северу и западу от озера находится полуостров Аплкросс, на восток мыс, который отделяет его от озера Каррон. Озеро знаменито тем, что в доках на его берегу была построена нефтяная платформа Ниниан (англ. Ninian Central Platform). Когда, в 1978 году, её построили, 600 000 тонная платформа была крупнейшим подвижным техногенным объектом в мире. Строительство велось 3 года (1975—1978), в нём принимало участие более 3000 человек, которых разместили во временном жилье и двух пришвартованных рядом судах. По завершении строительства Ниниан, для буксировки платформы к месту работы в Северном море потребовалось 7 буксиров.

## Горы

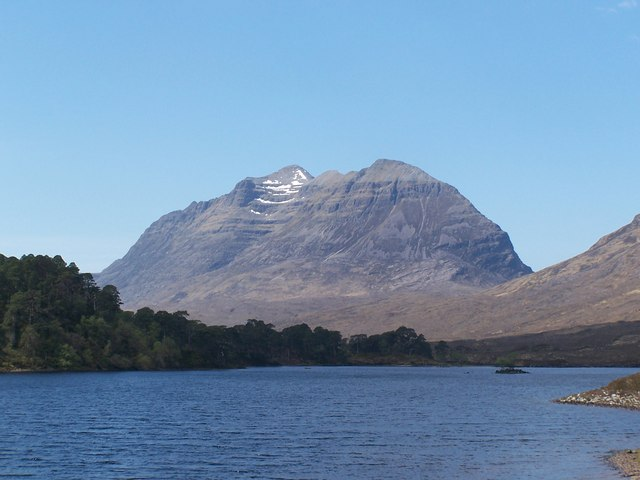
Вид на гору Лиатак с озера.

Район Уэстер-Росс хорошо известен своим горным пейзажем, особенно холмами Торридон, которые включают в себя такие пики как Бэн Эй (англ. Beinn Eighe) и Лиатак (англ. Liathach). И хотя, с точки зрения геологии, многие пики на северо-западном нагорье относятся к Торидону, холмами Торридон, как правило, называют только те из них, которые находятся к северу от долины Торридон. Кроме уже упомянутых пиков Бэн Эй (англ. Beinn Eighe) и Лиатак (англ. Liathach), это Бэн Алигин (англ. Beinn Alligin) и Бэн Дирг (англ. Beinn Dearg).
Холмы между долиной Торридон и деревушкой Страткаррон (англ. Strathcarron) не менее красивы. Это Фуар Толл (англ. Fuar Tholl), Ан Руад-стак (англ. An Ruadh-stac), Бэн Дам (англ. Beinn Damh), Мол Чин-даг (англ. Maol Cheann-dearg), Сгорр Руа (англ. Sgorr Ruadh) и Бэн Лиат Мор (англ. Beinn Liath Mhòr).
Сами шотландцы считают холмы Торридон наиболее живописными во всей Британии, за исключением горного хребта Каллин на острове Скай. Из других значимых пиков можно упомянуть Ан Тиаллок (англ. An Teallach) и Слайок (англ. Slioch). В пейзаже преобладает докембрийский торридонский песчаник и очень старые горные породы. Каждый из Торридонских холмов находится на значительном расстоянии от других, поэтому их часто сравнивают с замками. У них крутые склоны, и сломанные гребни, разделяющиеся на несколько вершин. Холмы обеспечивают хорошую возможность для скрэмблинга, поэтому пользуются популярностью у горных туристов. Однако спуск с холмов сильно ограничен, точек отступления единицы. Поэтому, как только турист начал подъём, он вынужден продолжать маршрут до конца. Уэстер-Росс малонаселён, поэтому горному туристу необходимо быть во всеоружии. В зимних условиях, многие из треков становятся достаточно сложными.

## Уэстер-Росс в популярной культуре
Уэстер-Росс прославлен в лирической песне «Письмо из Америки» (англ. Letter from America) группы The Proclaimers и песней Кишорн коммандос (англ. Kishorn Commandos) группы Gaberlunzie, в которой поётся об образе жизни рабочих на постройке центральной нефтяной платформы Ниниан (англ. Ninian Central Platform) на озере Кишорн. Многие другие песни упоминают названия местностей, географических особенностей и деревень Уэстер-Росса, особенно островов озера Лох-Мари, которые были упомянуты многими певцами, включая Калума Кеннеди (англ. Calum Kennedy).
Некоторые сцены на открытом воздухе в фильмах «Звёздная пыль» и «Орёл Девятого легиона» были сняты в Уэстер-Россе.
Уэстер-Росс является местом приключений Джона Макнаба в книге Джона Бакена.